# Distretto di Mazyr
Il distretto di Mazyr (in bielorusso Мазырскі раён?) è un distretto (raën) della Bielorussia appartenente alla regione di Homel'.